# Billudden
Billudden este o arie protejată (arie specială de conservare — SAC, sit de importanță comunitară — SCI) din Suedia întinsă pe o suprafață de 1.896,9 ha, integral pe uscat.

## Localizare
Centrul sitului Billudden este situat la coordonatele 60°40′08″N 17°31′55″E / 60.6689°N 17.532°E.

## Înființare
Situl Billudden a fost declarat sit de importanță comunitară în ianuarie 1997 pentru a proteja 1 specie de animale. Situl a fost protejat și ca arie specială de conservare în martie 2011.

## Biodiversitate
Situată în ecoregiunile boreală și marină baltică, aria protejată conține 21 de habitate naturale: Păduri naturale în etape succesive primare ale suprafețelor emergente de coastă, Terase mlăștinoase și terase nisipoase neacoperite de apă la reflux, Taiga vestică, Mlaștini alcaline, Ape puternic oligomezotrofe cu vegetație bentonică cu Chara spp., Pajiști aluvionare boreale nordice, Dune fixe decalcificate cu Empetrum nigrum, Pajiști cu Molinia pe soluri calcaroase, turboase sau argilos-nămoloase (Molinion caeruleae), Litoraluri nisipoase din Baltica boreală cu vegetație perenă, Păduri caducifoliate de mlaștină fino-scandinave, Golfuri mici largi și golfuri puțin adânci, Cursuri de apă de la nivel de câmpie la nivel montan, cu vegetație Ranunculion fluitantis și Callitricho-Batrachion, Dune de coastă fixe cu vegetație erbacee („dune gri”), Pajiști fino-scandinave uscate până la mezice, bogate în specii de altitudine mică, Pășuni de coastă din Baltica boreală, Estuare, Păduri de conifere pe eskere fluvioglaciare sau legate la acestea, Pajiști uscate seminaturale și facies de acoperire cu tufișuri pe substraturi calcaroase (Festuco-Brometalia) (* situri importante pentru orhidee), Păduri fino-scandinave bogate în ierburi cu Picea abies, Dune împădurite din regiunile atlantică, continentală și boreală, Dune mobile de-a lungul țărmului cu Ammophila arenaria („dune albe”).
La baza desemnării sitului se află o specie protejată de  nevertebrate: Vertigo geyeri.